# Asclepias melantha
Asclepias melantha är en oleanderväxtart som beskrevs av Joseph Decaisne. Asclepias melantha ingår i släktet sidenörter, och familjen oleanderväxter. Inga underarter finns listade i Catalogue of Life.